# Città di Melbourne
La Città di Melbourne (in inglese City of Melbourne o anche Melbourne City) è una local government area dell'Australia, nello Stato di Victoria, situata nella zona centrale dell'omonima metropoli di Melbourne.
La municipalità ha una superficie di 36 chilometri quadrati e ha una popolazione di 93.625 persone al censimento 2011. Il motto della città è "Vires acquirit eundo", che significa "acquista forze camminando". L'attuale sindaco è Sally Capp. Il Melbourne City Council ha sede nella Melbourne Town Hall.

## Storia
Melbourne fu fondata nel 1835, durante il regno di Guglielmo IV del Regno Unito, con l'arrivo nei pressi dell'attuale molo della Regina della goletta Enterprize, partita dal Nuovo Galles del Sud per portare a termine un insediamento speculativo e semi-abusivo. A differenza di altre città australiane, Melbourne non ha avuto origine sotto l'egida ufficiale, ma fu costituita e crebbe grazie alla lungimiranza di coloni provenienti dalla Tasmania.
Essendo stata parte di una provincia del Nuovo Galles del Sud sin dalla sua istituzione nel 1835, gli affari della colonia erano amministrati dal Parlamento del Nuovo Galles del Sud. Con la crescita del villaggio vi era stato un aumento della domanda da parte degli abitanti di una maggiore autonomia nei propri affari. Il 12 agosto 1842, Melbourne fu nominata "città" con la legge detta "Act 6 Victoria n. 7" ratificata dal Consiglio legislativo e dal Governatore del Nuovo Galles del Sud.

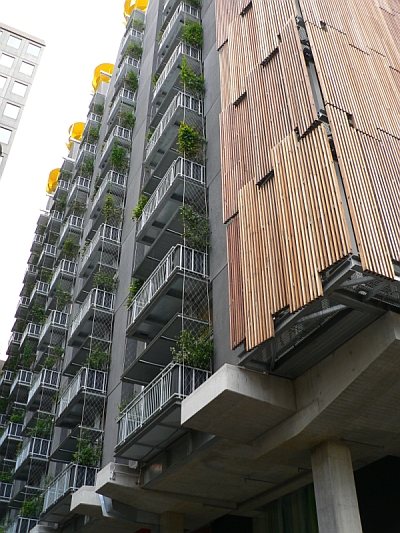
Council House, Little Collins Street. Completato nel 2006 è il primo edificio al mondo a vantare la massima classificazione di rendimento bioenergetico.

La città di Melbourne fu elevata al rango di città dalle Lettere Patenti della regina Vittoria del 25 giugno 1847, cinque anni dopo la sua costituzione come città. Le "Lettere Patenti" costituivano anche la Diocesi anglicana di Melbourne e assegnavano alla Città di Melbourne lo status di città cattedrale del Regno Unito. Una mozione fu infine presentata in una riunione del Consiglio comunale per modificare il titolo di Melbourne da town a city, un progetto di legge al riguardo fu approvato e trasmesso al Governo per la ratifica. Il 3 agosto 1849, con la legge denominata "Act 13 Victoria n. 14" Melbourne assunse definitivamente il titolo di "città".
I confini iniziali della municipalità denominata Città di Melbourne, come stabilito dall'Act 8 Victoria n. 12 (19 dicembre 1844) si estendono esteso da Point Ormond in Elwood fino a Barkly Street e Punt Road e al fiume Yarra, lungo il fiume su Merri Creek fino ad Abbotsford, quindi verso ovest lungo Brunswick Road to Moonee Ponds Creek, poi a sud passato il Ponte Flemington al molo Princes presso il porto di Melbourne. La legge impone al sindaco il dovere di istituire "segnali di confine permanenti e in ferro, legno, pietra o altro materiale resistente" lungo o in prossimità della linea che delimita il territorio della municipalità. I primi a svolgere tale compito furono James Frederick Palmer e John Charles King il 4 febbraio 1846.
Nel corso del 1859 furono create alcune nuove municipalità: la Città di Collingwood, di Fitzroy e di Richmond si separarono dalla Città di Melbourne (tutte sono, dal 1994, parte della municipalità della Città di Yarra), e della Città di South Melbourne, mentre altre parti di territorio furono incluse nei distretti vicini della Città di St. Kilda e della Città di Port Melbourne, e il confine tra Brunswick e Melbourne spostato a sud un isolato a Park Street.
Il 18 dicembre 1902, Edoardo VII ha conferito il titolo di mayor al sindaco della Città di Melbourne.
Nel 2005, il Consiglio ha annunciato la costruzione di un nuovo edificio, il Council House 2 a Little Collins Street.
Il 2 luglio 2007, la Città di Melbourne è quasi raddoppiata di dimensioni quando l'area periferica chiamata "Docklands" è stata aggiunto alla sua giurisdizione, ivi trasferita dall'amministrazione del Governo dello Stato.

## Elezioni
Le elezioni ammettono come elettorato attivo, oltre ai cittadini, varie classi di enti portatori d'interessi economici. Il sindaco di Melbourne si elegge tramite il voto singolo trasferibile, in pratica una sorta di doppio turno svolto in un'unica giornata. Gli elettori possono esprimere sulla scheda un gradimento decrescente ai candidati. Qualora nessun candidato superi il 50% di propri voti, si mantengono in gara solo i due sfidanti più votati e si conteggia chi, fra loro, è più gradito agli elettori che hanno votato i candidati eliminati, assegnando così dei voti supplementari che vengono aggiunti a quelli diretti per arrivare al risultato finale.

## Consiglieri
- Sally Capp (sindaco)
- Arron Wood (vicesindaco)
- Kevin Louey
- Cathy Oke
- Rohan Leppert
- Nicholas Reece
- Philip Le Liu
- Nicholas Frances Gilley
- Jackie Watts
- Beverley Pinder-Mortimer
- Susan Riley

## Sobborghi
- Carlton
- Carlton North (parte)
- Docklands (parte)
- East Melbourne
- Flemington (parte)
- Jolimont
- Kensington
- Melbourne
- North Melbourne (parte)
- Port Melbourne (parte)
- Parkville
- Southbank
- South Wharf (parte)
- South Yarra (parte)
- West Melbourne

## Società

### Evoluzione demografica
| Anno | Popolazione |
| ---- | ----------- |
| 1954 | 93,172      |
| 1958 | 89,800*     |
| 1961 | 76,810      |
| 1966 | 75,709      |
| 1971 | 75,830      |
| 1976 | 65,167      |
| 1981 | 59,100*     |

| Anno | Popolazione |
| ---- | ----------- |
| 1986 | 56,100*     |
| 1991 | 38,504      |
| 1996 | 45,253      |
| 2001 | 60,745      |
| 2006 | 71,380      |
| 2011 | 93,625      |
| 2016 | 135,959     |

 * 1958, 1983 e 1988: stime dedotte dai Victorian Year Books, annuari statistici dello Stato di Victoria. 

## Stazioni ferroviarie
| - stazione ferroviaria di Flagstaff - stazione ferroviaria di Flinders Street - stazione ferroviaria di Jolimont - stazione ferroviaria di Macaulay - stazione ferroviaria centrale - stazione ferroviaria di North Melbourne - stazione ferroviaria del Parlamento | - stazione ferroviaria di Royal Park - stazione ferroviaria di Southern Cross (ex Spencer Street) - stazione ferroviaria di South Kensington - stazione ferroviaria di Flemington Racecourse - stazione ferroviaria di Melbourne Showgrounds |

## Scuole

### Scuole private
- Wesley College - Collins Street, Melbourne Campus
- Wesley College - St Kilda Road Campus
- Melbourne Grammar School
- Melbourne Girls Grammar School

### Scuole pubbliche
- University High School di Melbourne
- South Yarra Primary School
- Debney Parco Collage secondaria

### Scuole cattoliche
- St. Aloysius College
- San Giuseppe College
- Simonds Catholic College
- Eltham College

## Amministrazione

### Gemellaggi
La Città di Melbourne ha sei città gemellate Esse sono:
- Osaka, Giappone (1978)
- Tientsin, Cina (1980)
- Salonicco, Grecia (1984)
- Boston, Massachusetts, Stati Uniti (1985)
- San Pietroburgo, Russia (1989)
- Milano, Italia (2004)

Anche alcuni altri consigli locali della Grande Melbourne hanno rapporti di gemellaggio.